# Coenonympha molisana
Coenonympha molisana är en fjärilsart som beskrevs av Franz Dannehl 1933. Coenonympha molisana ingår i släktet Coenonympha och familjen praktfjärilar. Inga underarter finns listade i Catalogue of Life.